# Powiat Minamiuwa
Powiat Minamiuwa (jap. 南宇和郡 Minamiuwa-gun) – powiat w Japonii, w prefekturze Ehime. W 2021 roku liczył 19 165 mieszkańców.

## Miejscowości
- Ainan

## Historia[2]

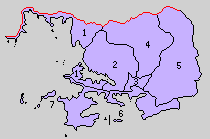
Powiat Minamiuwa (1–7; 1889 r.)

- Powiat został założony 16 grudnia 1878 roku w wyniku podziału powiatu Uwa z prowincji Iyo. Wraz z utworzeniem nowego systemu administracyjnego 15 grudnia 1889 roku powiat Minamiuwa został podzielony na 7 wiosek[3].
- 11 lutego 1923 – wioska Mishō zdobyła status miejscowości. (1 miejscowość, 6 wiosek)
- 11 lutego 1923 – wioska Jōhen zdobyła status miejscowości. (2 miejscowości, 5 wiosek)
- 3 listopada 1948 – z części wsi Uchiumi powstała wioska Minamiuchiumi, a część została włączona w teren miejscowości Mishō. (2 miejscowości, 6 wiosek)
- 1 kwietnia 1952 – wioska Higashisotoumi zdobyła status miejscowości. (3 miejscowości, 5 wiosek)
- 1 września 1952 – wioska Midorisōzu została włączona w teren miejscowości Jōhen. (3 miejscowości, 4 wioski)
- 1 października 1952 – wioska Nishisotoumi zdobyła status miejscowości i zmieniła nazwę na Nishiumi. (4 miejscowości, 3 wioski)
- 21 września 1956 – miejscowość Higashisotoumi została włączona w teren miejscowości Jōhen. (3 miejscowości, 3 wioski)
- 30 września 1956 – wioska Minamiuchiumi została włączona w teren miejscowości Mishō. (3 miejscowości, 2 wioski)
- 1 stycznia 1962 – wioska Ipponmatsu zdobyła status miejscowości. (4 miejscowości, 1 wioska)
- 1 października 2004 – w wyniku połączenia miejscowości Ipponmatsu, Mishō, Jōhen i Nishiumi oraz wioski Uchiumi powstała miejscowość Ainan. (1 miejscowość)